# MGM-31 Pershing

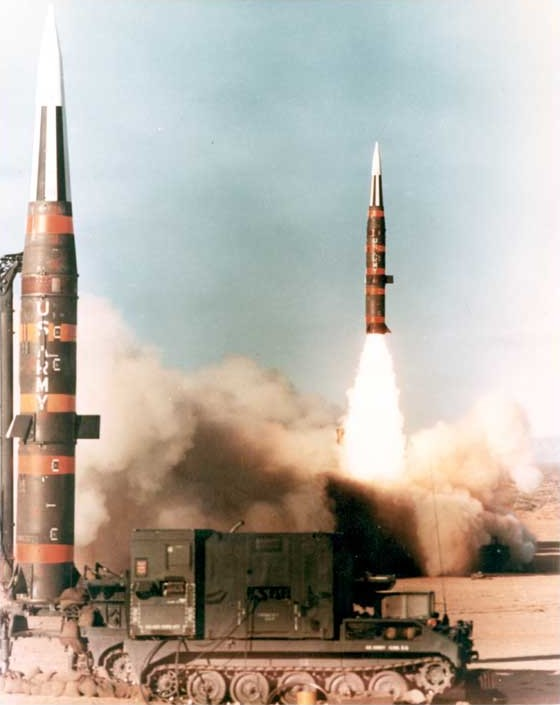
Start einer Pershing I (MGM-31A) im Februar 1966. Das Startfahrzeug war vom Typ M474.

Die MGM-31 Pershing, oder auch einfach Pershingrakete, Pershing I oder Pershing II, waren ballistische Raketenwaffen der Zeit des Kalten Krieges aus US-amerikanischer Produktion. Benannt war die Feststoffrakete mit Atomsprengkopf nach dem US-General des Ersten Weltkrieges John Joseph Pershing. In Deutschland wurde von den Pershing-Raketen primär der Typ Pershing II durch den NATO-Doppelbeschluss bekannt. Gegen dessen Stationierung und regelmäßige Transportierung protestierte die westdeutsche Friedensbewegung in den 1980er Jahren.

## Technik

### Pershing I

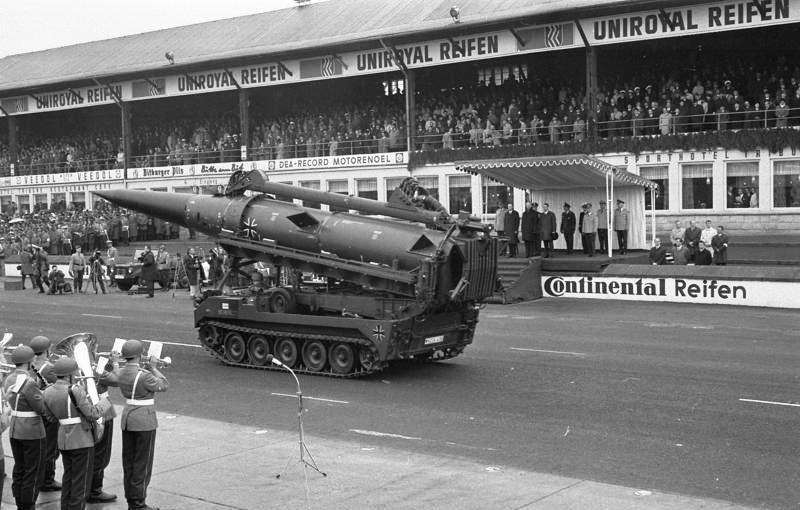
Ein Pershing-Flugkörper auf einem M474 der Bundeswehr während einer NATO-Parade im Jahr 1969

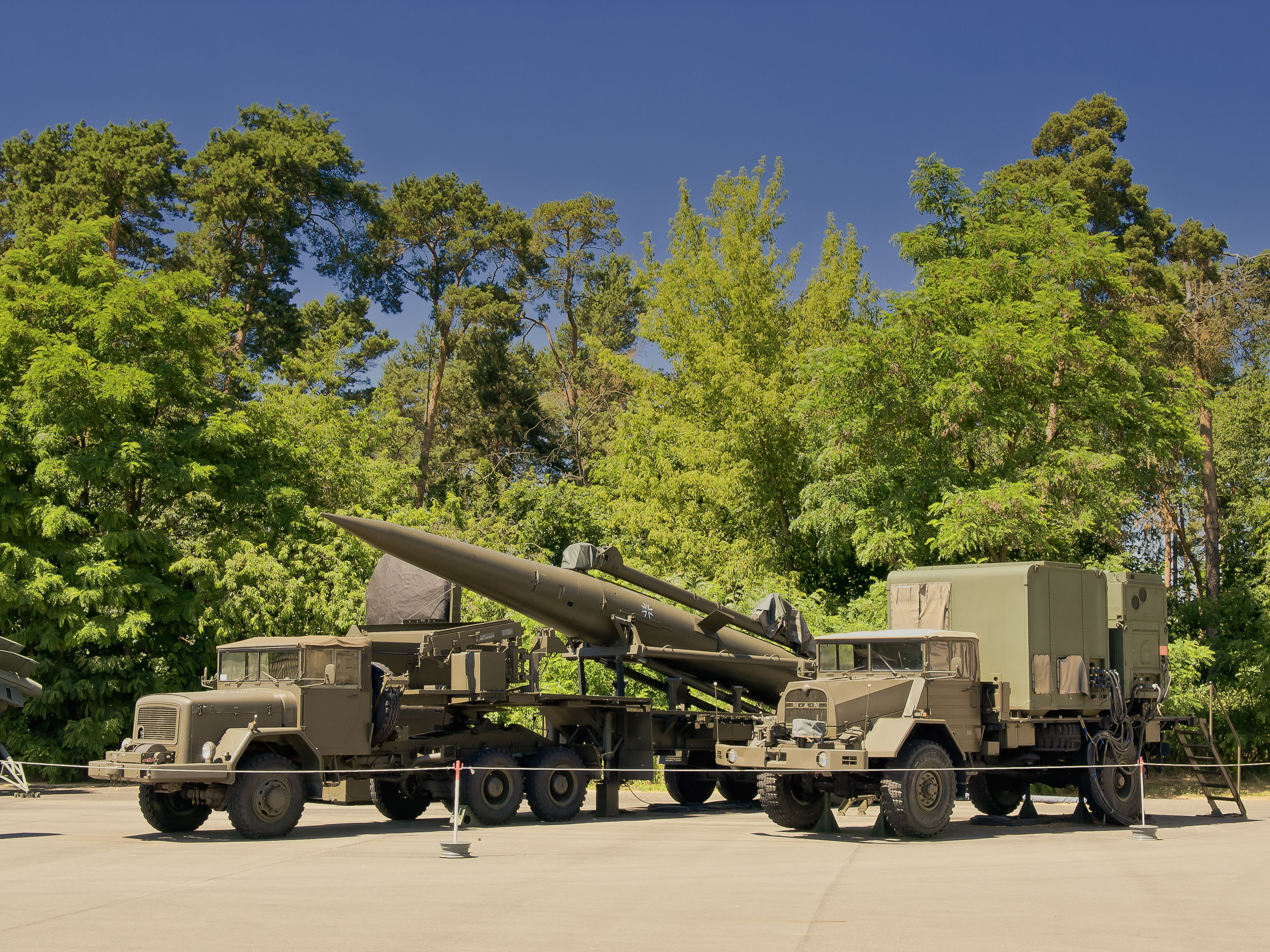
Pershing 1a der Bundeswehr im Militärhistorischen Museum Flugplatz Berlin-Gatow

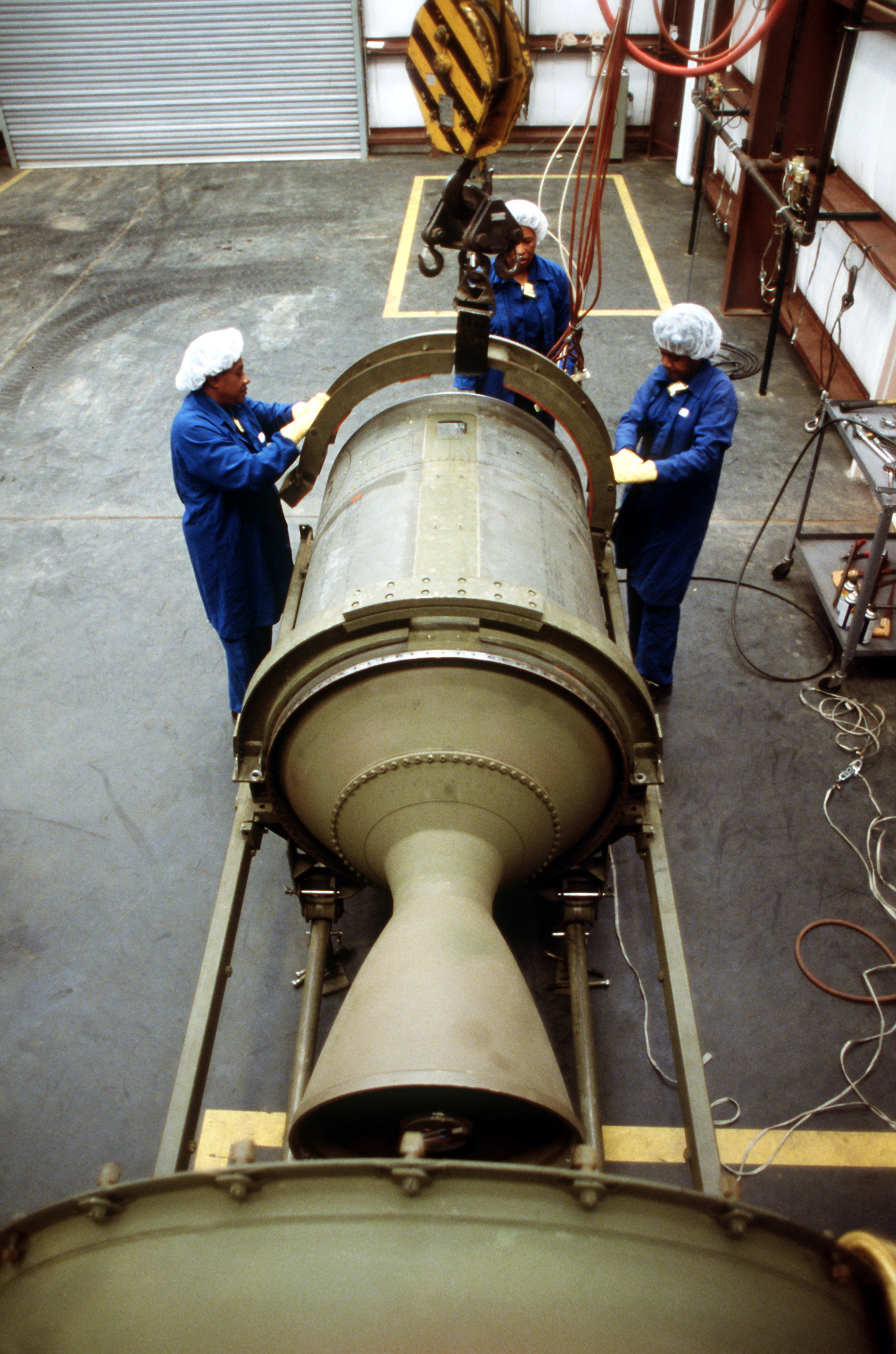
Pershing 1a Thiokol Feststoffraketentriebwerk

Die Pershing I/IA (MGM-31A) war eine Kurzstreckenrakete mit einer Reichweite von ca. 740 km. Der zweistufige, feststoffgetriebene, eigengelenkte Flugkörper hatte ein Trägheitsnavigationssystem auf Basis eines sogenannten „Stable Table“. Dieses wurde durch Kreiselsysteme während des ganzen Fluges stabilisiert und ermöglichte dem Bordrechner so die laufende Ermittlung der Position sowie die genaue Einhaltung der Flugbahn bis zum sogenannten „Punkt im Raum“. Dort erfolgte die Abtrennung des nuklearen W-50-Sprengkopfes, der in drei Varianten zur Verfügung stand (60 kt, 200 kt, 460 kt – entsprechend rund 5, 15, 35 Hiroshima-Bomben).
Die Flugbahn wurde unmittelbar vor dem Start von einem Programmierstand am Boden in die „Guidance and Control Section“ (G&C) des Flugkörpers eingespielt und endete wenige Minuten nach dem Start mit Abstoßen des Gefechtskopfes, welcher auf einer ballistischen Bahn – mit Stabilisierung durch Eigenrotation – ins Ziel stürzte.
Der Flugkörper wurde Anfang der 1960er Jahre in den USA von der Martin Marietta Corporation als Ersatz für die SSM-A-14-Redstone-Rakete entwickelt. Ab Mitte der 1960er Jahre gingen 79 Stück an die Bundesrepublik Deutschland und weitere 169 an die USA. Pershing I waren auch in Südkorea stationiert. Die Ausbildung für I/IA wurde in Fort Sill / Oklahoma für die Bundeswehr durchgeführt.
Im Gegensatz zum Nachfolgemodell Pershing II waren die Pershing I und IA rein ballistische Raketen.

### Pershing II

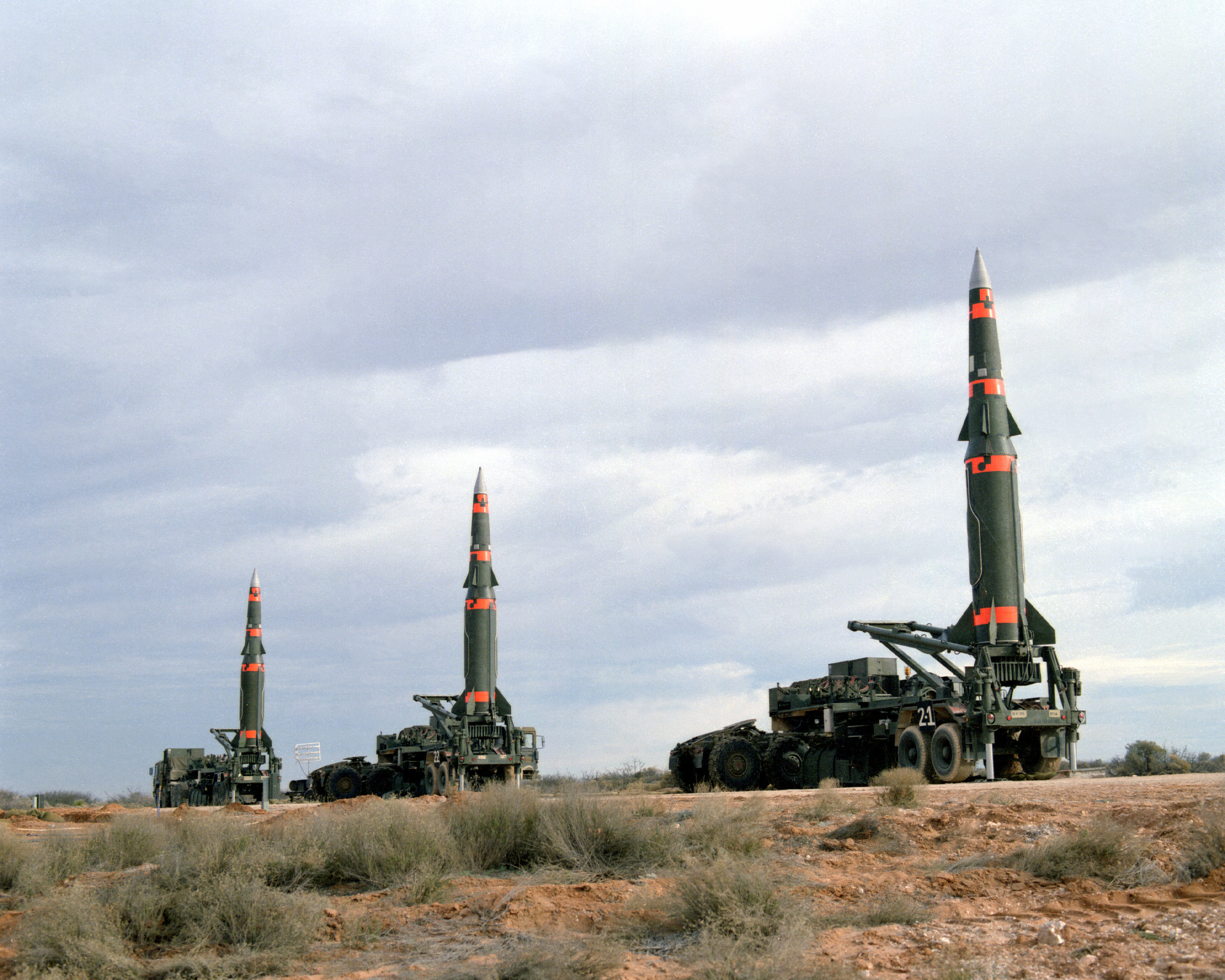
Startbereite Pershing-II-Raketen, Fort Bliss, Texas

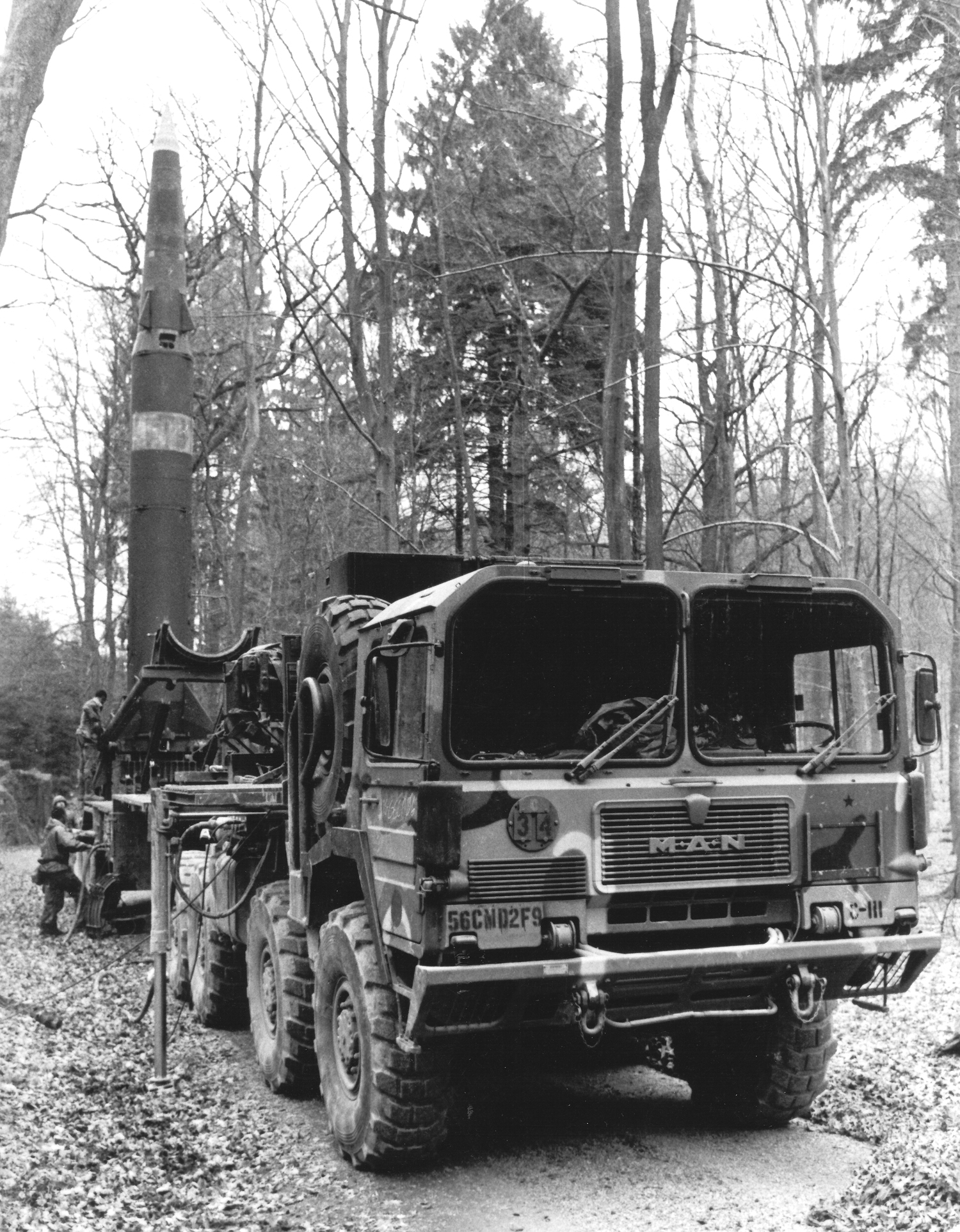
Pershing II mit Zugmaschine MAN gl KAT 2 der Mutlanger Einheit

Die Sowjetunion führte ab 1975 mehrere hundert neue ballistische Mittelstreckenraketen vom Typ RSD-10 (NATO-Bezeichnung SS-20) ein. Sie dienten als Ersatz der veralteten SS-4 und SS-5 und konnten drei MIRV-Sprengköpfe mit einer Sprengkraft von je 150 kt rund 5000 km weit tragen. Diese Raketen waren auf mobilen Abschussrampen montiert und konnten mit einer minimalen Vorwarnzeit von 5 bis 15 Minuten weite Teile Europas erreichen.
Die USA entwickelten ab 1976 die Mittelstreckenrakete Pershing II (MGM-31B) mit größerer Reichweite von bis zu 1.800 km als Nachfolgemodell für die Pershing I. Die Pershing II war im Vergleich zu ihrem Vorgängermodell Pershing IA mit 10 Metern Länge, einem Meter Durchmesser und doppeltem Gewicht technisch völlig neu konzipiert. Sie konnte von Süddeutschland aus innerhalb von knapp fünf Minuten Ziele in der westlichen UdSSR (heute Belarus, Ukraine, westliches Russland) mit hoher Präzision treffen, die Bedrohung der Hauptstadt Moskau durch die mobile Waffe wurde bewusst im Unklaren gelassen (Entfernung Bayreuth-Moskau 1800 km).
Die Pershing II war mit einem MARV-Sprengkopf mit einem Endphasen-Lenksystem ausgerüstet. Das Lenksystem wurde im Endanflug aktiviert und verwendete einen radarbasierten DSMAC-Suchkopf (Gelände-Kontur-Abgleich). Dieser suchte im Zielgebiet nach zuvor eingespeicherten radarreflektierenden Referenzpunkten. Durch eine Vergleichsrechnung zwischen Soll- und vermessener Position wurde dann eine Kurskorrektur errechnet und das Ziel angeflogen. Mit diesem Lenksystem ergab sich ein erheblich verbesserter Streukreisradius (CEP50) in der Größenordnung von etwa 50 Metern. Dadurch war die Verwendung von W-85-Nuklear-Sprengköpfen von wesentlich geringerer Sprengkraft von 5 bis 50 kt möglich, um ein vorgegebenes Ziel zu zerstören.
Im Vergleich zur SS-20 waren zwar sowohl Sprengkraft als auch Reichweite der Pershing II deutlich kleiner, aber durch Aufstellungsort und Reichweite war das Bedrohungsszenario klarer definiert: Osteuropa bis ca. 400 km vor Moskau. In Verbindung mit der hohen Genauigkeit sah die Sowjetunion in den Pershing-II-Raketen Waffen für einen atomaren Erst- bzw. Enthauptungsschlag, zumal führende Politiker der Reagan-Regierung von der Sowjetunion als einem „Reich des Bösen“ sprachen. In Teilen der deutschen Bevölkerung und bei vielen Politikern löste die bevorstehende Stationierung solcher Waffen erhebliche Befürchtungen aus: Der Atomkrieg sei „präziser und damit führbarer“ geworden und die politisch-militärische Hemmschwelle zum Einsatz dieser Waffen müsse so zwangsläufig sinken. Die westdeutsche Friedensbewegung demonstrierte deshalb 1981–1984 vor allem gegen die Stationierung von Pershing-II-Raketen in Deutschland, allein am 10. Oktober 1981 demonstrierten im Bonner Hofgarten mehr als 300.000 Menschen.
Nachdem die 1981 begonnenen Abrüstungsverhandlungen gemäß dem NATO-Doppelbeschluss vom 12. Dezember 1979 erfolglos geblieben waren, begann auch in Westdeutschland wenige Tage nach der Zustimmung durch den Deutschen Bundestag vom 22. November 1983 die Stationierung der Pershing-II-Mittelstreckenraketen (MRBM), die nur in der Bundesrepublik Deutschland erfolgte und 1985 abgeschlossen war.
1981 leitete der sowjetische Geheimdienst KGB im Zusammenhang mit der geplanten Stationierung von Mittelstreckenraketen der NATO die Operation RJaN ein. Deren Ziel war es, Anzeichen eines möglicherweise unmittelbar bevorstehenden Erstschlags des Westens festzustellen. Der Höhepunkt des Spannungszustandes wurde mit der NATO-Stabsübung Able Archer im November 1983 erreicht.

### Technische Daten

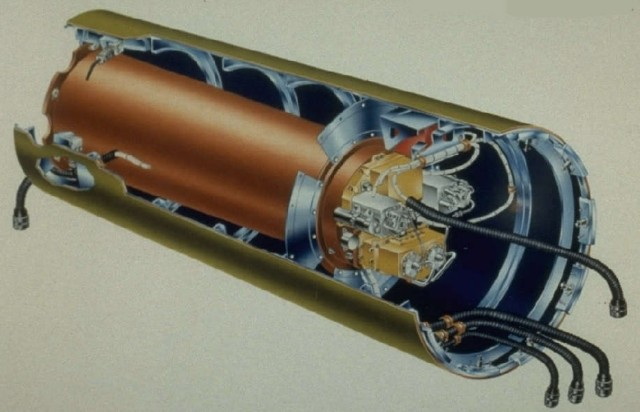
MARV-Gefechtskopf W85 der MGM-31B Pershing II

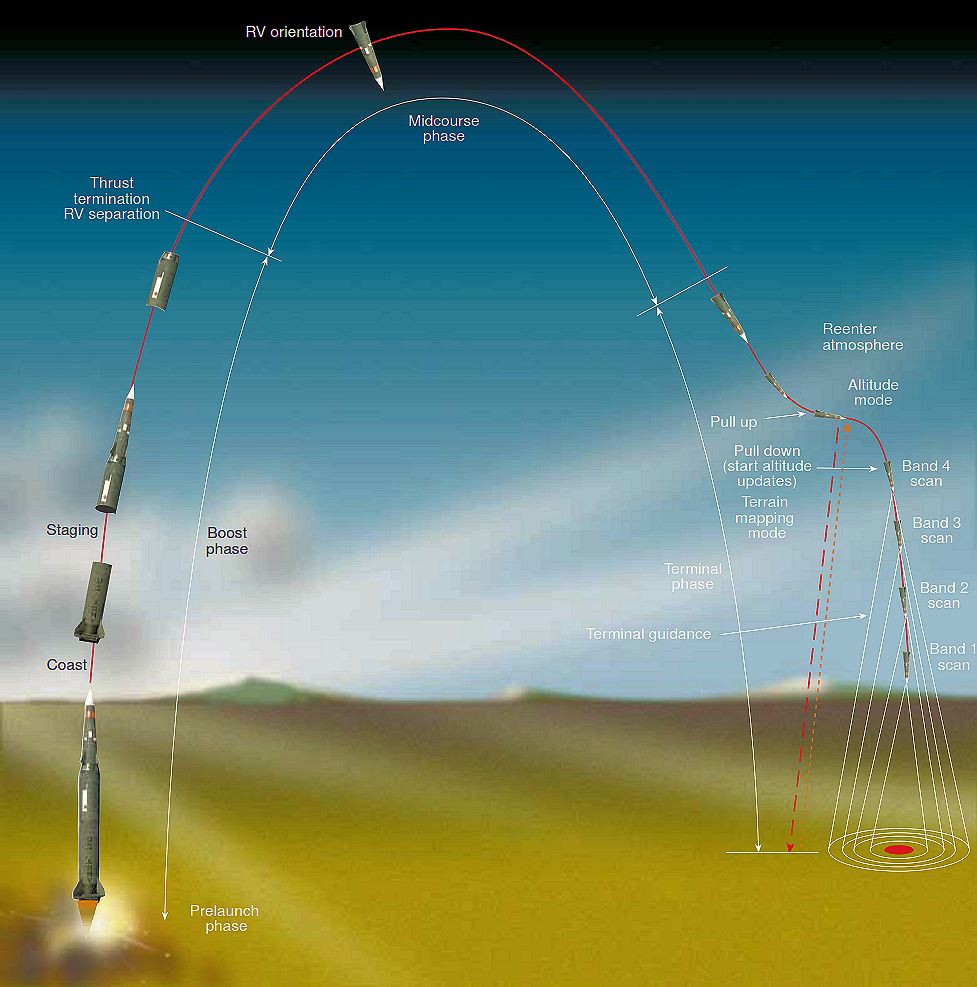
Flugphasen der Pershing II

| NATO-Codename            | MGM-31A Pershing I                                | MGM-31B Pershing II                                      |
| Länge                    | 10,55 m                                           | 10,61 m                                                  |
| Rumpfdurchmesser         | 1.020 mm                                          | 1.036 mm                                                 |
| Startgewicht             | 4.600 kg                                          | 7.400 kg                                                 |
| Sprengkopf               | 1 W50-Nukleargefechtskopf mit 60, 200 oder 400 kT | 1 MARV vom Typ W85 mit 5 bis 80 kT (variabel)            |
| Einsatzreichweite        | 740 km                                            | 1.770 km                                                 |
| Steuerung                | Trägheitsnavigationsplattform                     | Trägheitsnavigationsplattform plus aktive Radarzielsuche |
| Treffergenauigkeit (CEP) | 150–300 m                                         | 50–100 m                                                 |

## Stationierungen in der Bundesrepublik Deutschland

### Pershing I

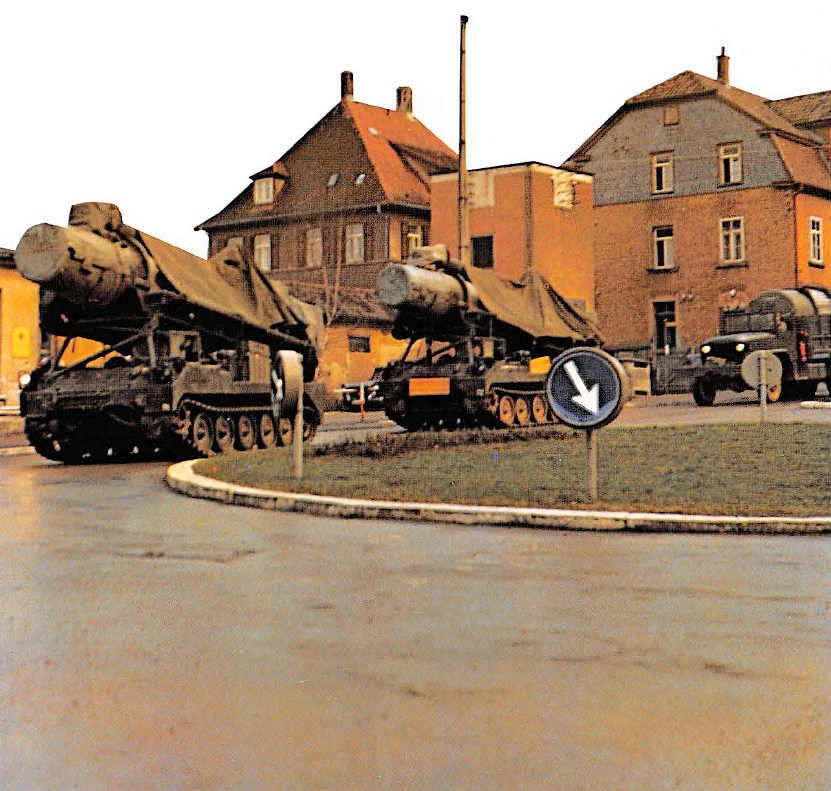
Pershing 1 in Westdeutschland 1969

Von 1969 bis Juli 1983 befand sich u. a. eine Pershing-IA-Flugkörperstellung der 81. Field Artillery der US Army in Inneringen in Baden-Württemberg mit neun einsatzbereiten Flugkörpern, bestückt mit atomaren Gefechtsköpfen.
Die 79 deutschen Pershing IA wurden von der Luftwaffe in zwei Geschwadern stationiert, in den Flugkörpergeschwadern (FKG) 1 in Landsberg am Lech und 2 in Geilenkirchen. Jeweils eine Staffel wurde in „QRA“-Bereitschaft (Quick Reaction Alert) gehalten. Da die Bundeswehr nicht über nukleare Waffen verfügen durfte, waren für die Pershing im Rahmen der nuklearen Teilhabe unter US-Bewachung stehende amerikanische Sprengköpfe vorgesehen. Die QRAs waren so organisiert, dass es drei Launchpads gab mit jeweils drei Missiles, die sofort einsatzbereit waren. Die US-Bewachung erfolgte durch USA-Streitkräfte, die Montage der „Warheads“ wurde durch die Bundeswehr durchgeführt. Die Sprengköpfe für das FKG 1 waren nicht z. B. in Landsberg oder bei Kempten gelagert, sondern in der Nähe von Augsburg.

### Pershing II
Die Pershing II wurde nur US-Truppen im Rahmen der NATO in Westdeutschland zugeteilt, die Luftwaffe der deutschen Bundeswehr behielt weiterhin die Pershing IA. Die US-Armee unterhielt drei mit Pershing-II ausgerüstete Raketenartilleriebataillone, die dem 56th Field Artillery Command in Schwäbisch Gmünd unterstanden und denen jeweils 36 Raketen zugeteilt waren:
- Das 1st Battalion, 41st Field Artillery Regiment (ab 1986: 2nd Battalion, 9th Field Artillery) war in der Hardt- und der Bismarck-Kaserne in Schwäbisch Gmünd stationiert. Es verfügte über das Pershing-II-Depot (MSA, Missile Storage Area) auf der Mutlanger Heide am Ortsrand von Mutlangen, das durch die Proteste und Blockaden der Friedensbewegung bekannt wurde.
- Das 1st Battalion, 81st Field Artillery Regiment (ab 1986: 1st Battalion, 9th Field Artillery) war in der Wiley-Kaserne in Neu-Ulm stationiert. Es verfügte als QRA-Stellung über die Lehmgrube (Spitzname „Von Steuben“) bei Kettershausen, etwa 9 km östlich von Illertissen.
- Das 3rd Battalion, 84th Field Artillery Regiment (ab 1986: 4th Battalion, 9th Field Artillery) war in der Artillerie-Kaserne in Neckarsulm und in der Badener-Hof-Kaserne in Heilbronn stationiert. Es verfügte über die QRA-Stellung auf der Waldheide (Spitzname „Fort Redleg“) am östlichen Stadtrand von Heilbronn. Dort kamen am 11. Januar 1985 drei US-Soldaten durch die Explosion einer Pershing-II-Raketenstufe ums Leben.

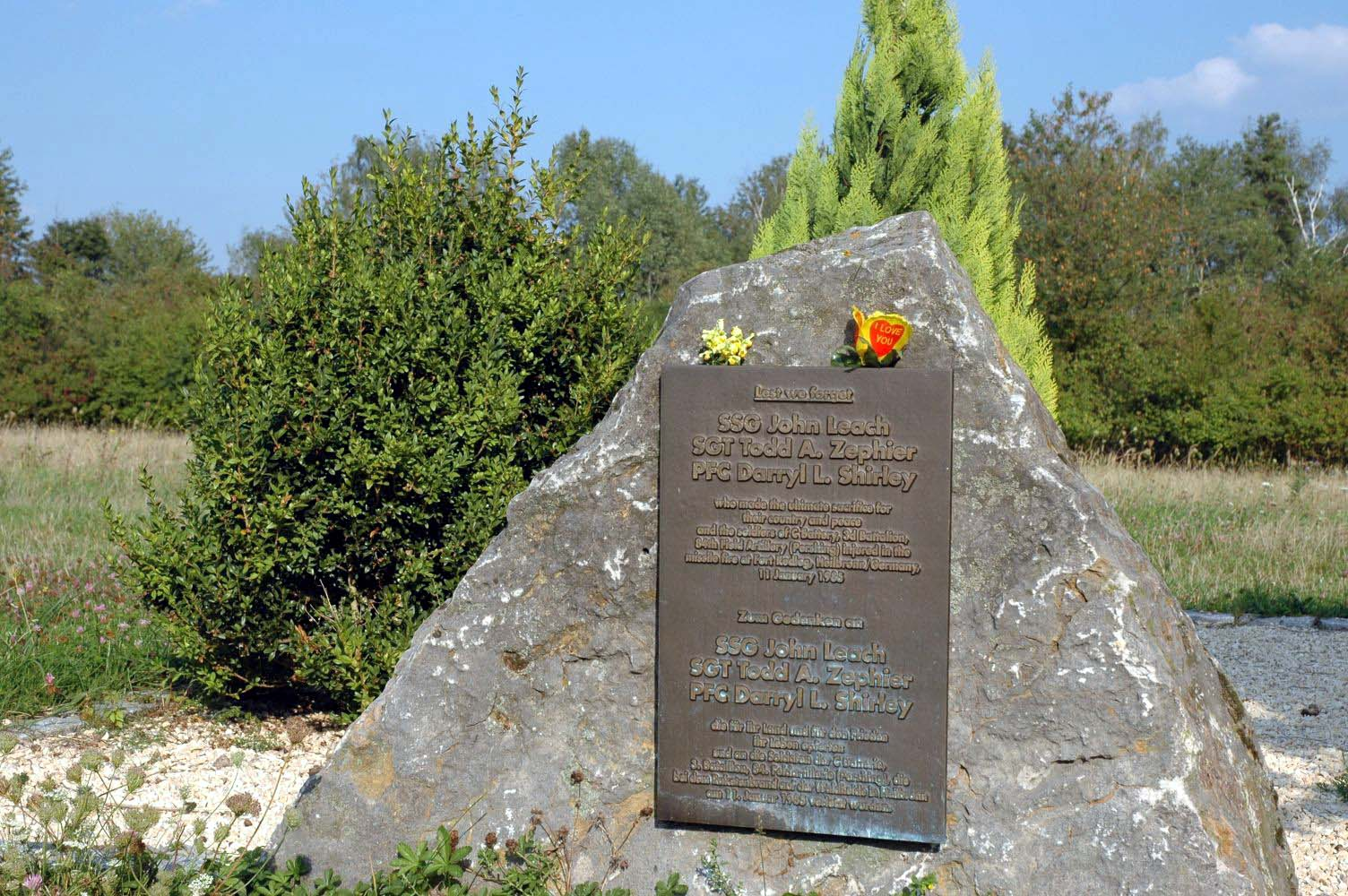
Gedenkstein für die Opfer des Heilbronner Raketenunfalls

In den QRA-Stellungen befand sich jeweils eine von vier Batterien eines Bataillons in ständiger Einsatzbereitschaft.
Gemäß der Strategie wurden die Raketen nicht nur in den Standorten vorgehalten. Das Einsatzkonzept sah vor, dass die Raketen im Krisenfall zu ihrem Schutz die regulären Stellungen verlassen sollten, um gegebenenfalls in süddeutschen Wäldern versteckt zu werden. Ein bevorzugter Ort für entsprechende Übungen war die ehemalige Heeresmunitionsanstalt Straß bei Nersingen. Häufig waren bei Übungen ganze Batterien auf der Schwäbischen Alb und im Gebiet des Schwäbisch-Fränkischen Waldes unterwegs. Dabei kam es sowohl zu Verkehrsunfällen als auch zu Missgeschicken wie Steckenbleiben oder Ausrutschern in den Straßengraben. Aufgrund der schlechten Erfahrungen mit den amerikanischen LKW wurde für die Pershing II der deutsche MAN gl verwendet, jedoch mit anderer Antriebstechnik.

## Abrüstung
Nach dem Ende des Kalten Kriegs wurden, entsprechend den Vereinbarungen des INF-Vertrags vom 8. Dezember 1987, bis 1989 alle US-amerikanischen Pershing I, bis 1991 alle deutschen Pershing-IA und bis Mai 1991 alle Pershing-II-Raketen unter Kontrolle der Vertragspartner (USA und UdSSR) demontiert und zerstört.
Insgesamt befanden sich 120 Pershing-II-Mittelstreckenraketen in der Bundesrepublik Deutschland. Eine der letzten davon steht mittlerweile als Dekoration vor der Offizierschule der Luftwaffe in Fürstenfeldbruck sowie eine Pershing IA in der Zufahrt zur Selfkantkaserne in Geilenkirchen.
Auch die von 1974 bis 1988 genutzte Startrampe LC-16 auf der Cape Canaveral Air Force Station wurde von der US Army für Entwicklungsflüge der Pershing-Mittelstreckenrakete genutzt. Durch die im Rahmen des INF-Vertrages beschlossene Ausmusterung wurde auch die Startrampe LC-16 im Jahr 1988 stillgelegt.

## Rezeption
In Anlehnung an das Lied Marmor, Stein und Eisen bricht von Drafi Deutscher mit der Textzeile „Alles, alles geht vorbei, doch wir sind uns treu“ gibt es von Ludwig Hirsch eine Version mit „Alles, alles geht vorbei, durch die Pershing II“, die in den 1980er Jahren ein vielgesungenes Protestlied war.
Die erste Strophe des Liedes Besuchen Sie Europa von Geier Sturzflug endet mit „Und aus den Hügeln des Olymp sich eine Pershing II erhebt“.
Bezogen auf die Pershing entstand auch der Sponti-Spruch „Petting statt Pershing“.